# أملودية بورشالية
أملودية بورشالية (الاسم العلمي:Rhipsalis burchellii) هي نوع من النباتات تتبع جنس الأملودية من الفصيلة الصبارية.